# Yves Coppens
Pour les articles homonymes, voir Coppens.
Yves Coppens, né le 9 août 1934 à Vannes (Morbihan) et mort le 22 juin 2022 dans le 11e arrondissement de Paris,, est un paléontologue et paléoanthropologue français, professeur émérite au Muséum national d'histoire naturelle et au Collège de France.
Son nom est attaché en France à la découverte, en 1974 en Éthiopie, du fossile d'Australopithèque surnommé Lucy, en tant que codirecteur de l'équipe qui l'a mis au jour, avec l'Américain Donald Johanson et le Français Maurice Taieb.

## Biographie

### Naissance et famille
Yves Coppens naît le 9 août 1934 à Vannes.
Son père, le physicien René Coppens (1910-1996), chevalier de la Légion d'honneur, a travaillé sur la radioactivité des roches et a rédigé de nombreuses notes scientifiques pour l’Académie des sciences. Il était professeur à la faculté des sciences et à l'École nationale supérieure de géologie de Nancy ; il est inhumé à Vandœuvre-lès-Nancy. Sa mère était pianiste concertiste.
Yves Coppens s'est marié en premières noces à Françoise Le Guennec, ethnologue africaniste, chercheuse au CNRS, qui l'a accompagné lors de nombreuses campagnes de fouilles, notamment celle ayant conduit à la découverte de Lucy.

### Études
Yves Coppens est passionné par la préhistoire et l'archéologie depuis son enfance, fasciné par exemple par les alignements de mégalithes de Carnac, non loin de sa ville natale de Vannes ; il a commencé très tôt à participer à des travaux de fouille et de prospection en Bretagne. Il obtient un baccalauréat en sciences expérimentales au lycée Jules Simon de Vannes puis une licence en sciences naturelles à la faculté des sciences de l'université de Rennes. Il prépare un doctorat sur les proboscidiens au laboratoire de Jean Piveteau à la faculté des sciences de l'université de Paris (la Sorbonne).

### Carrière
En 1956, il devient attaché de recherche du Centre national de la recherche scientifique alors qu'il n'a que 22 ans. Il se dirige vers l'étude des époques quaternaire et tertiaire. En 1959, chercheur dans le laboratoire de l'Institut de paléontologie du Muséum national d'histoire naturelle sous la direction de René Lavocat, ce dernier lui confie la détermination des dents de proboscidiens (sur lesquels porte sa thèse) du pliocène issus de fossiles de vertébrés trouvés par des géologues en Afrique.
Ce contact avec des géologues lui permet de partir dès janvier 1960 en Afrique, et par la suite de monter des expéditions au Tchad, en Éthiopie, puis en Algérie, en Tunisie, en Mauritanie, en Indonésie et aux Philippines. C'est particulièrement ses expéditions au nord du lac Tchad et dans le désert du Djourab (14 mois sur place entre 1960 et 1966) qui lui permettent d'être reconnu par ses pairs, par ses découvertes et études de nombreux fossiles dans ce site particulièrement riche.
Yves Coppens devient maître de conférences au Muséum national d'histoire naturelle en 1969, puis sous-directeur au Musée de l'Homme. En 1980, il est nommé professeur du Muséum et élu à sa chaire d'anthropologie. Il siège au conseil scientifique de l'École pratique des hautes études. Il est élu à la chaire de paléontologie et préhistoire au Collège de France en 1983, chaire qu'il occupe jusqu'en 2005, date à laquelle il devient professeur honoraire.
En 2002, il est nommé à la présidence d'une commission particulière (dite « commission Coppens ») dont les travaux ont servi de base à l'élaboration de la Charte de l'environnement, texte préparé par le secrétariat général du gouvernement et par le cabinet du président de la République et qui a été soumis à l'Assemblée nationale et au Sénat en 2004 et intégré en 2005, par la loi constitutionnelle du 1er mars, dans le bloc de constitutionnalité du droit français, reconnaissant les droits et les devoirs fondamentaux relatifs à la protection de l'environnement.
En 2006, il est nommé au Haut Conseil de la science et de la technologie par Jacques Chirac.
En janvier 2010, il est nommé président du conseil scientifique chargé de la conservation de la grotte de Lascaux par Nicolas Sarkozy.
Le 13 avril 2016, il est nommé conservateur du Manoir de Kerazan par l'Institut de France.
Yves Coppens est présent dans de nombreuses instances nationales et internationales gérant les disciplines de sa compétence. Il a dirigé en outre un laboratoire associé au CNRS, le Centre de recherches anthropologiques - Musée de l'Homme, et deux collections d'ouvrages du CNRS, « Cahiers de paléoanthropologie » et « Travaux de paléoanthropologie est-africaine ».

### Membre d'académies
Yves Coppens est président du comité scientifique international du Musée d'anthropologie préhistorique de Monaco et membre de l'Académie des sciences, de l'Académie de médecine, de l'Académie des sciences d'Outremer et de l'Academia Europaea, de l'Académie royale des sciences Hassan II du Maroc, de l'Académie des sciences, des arts, des cultures d'Afrique et des diasporas africaines de Côte d'Ivoire, membre honoraire de l'Academia de Medicina de Sao-Paulo, membre associé de l'Académie royale des sciences, des lettres et des beaux-arts de Belgique, correspondant de l'Académie royale de médecine de Belgique, Honorary fellow du Royal Anthropological Institute of Great Britain and Ireland et Foreign associate de la Royal Society d'Afrique du Sud. Il est également membre du conseil scientifique de l'Office parlementaire d'évaluation des choix scientifiques et technologiques (OPECST). Le 18 octobre 2014, il est nommé membre ordinaire de l'Académie pontificale des sciences par le pape François. En octobre 2015, Fleur Pellerin, ministre de la Culture et de la Communication, le retient pour être le Nouveau Prix de Rome à la villa Médicis à Rome,.
En 1998, il est candidat malheureux à l'Académie française.

### Mort
Yves Coppens meurt le 22 juin 2022 dans le 11e arrondissement de Paris à l'âge de 87 ans,. Le décès est annoncé par son éditrice Odile Jacob. Deux mois auparavant, paraissait son autobiographie, titrée Une mémoire de mammouth.
Il est enterré au cimetière du Père Lachaise, chemin de la Cave, situé dans la 52e division, presque face à la tombe de Gisèle Halimi.

## Découvertes notables
En 1961, Yves Coppens récupère un crâne fossile d'hominidé trouvé près de Yaho (falaise d'Angamma), dans le nord du Tchad, qu'il nomme en 1965 Tchadanthropus uxoris, en hommage au Tchad et à son épouse, qui l'a reçu du découvreur autochtone en cadeau. D'un âge controversé, ce fossile ne suscite toujours pas de consensus scientifique après plus d'un demi-siècle.
En 1967, il part en expédition avec Camille Arambourg dans la vallée de l'Omo, au sud de l'Éthiopie. Ils découvrent à Shungura, à l'ouest de l'Omo, le premier spécimen fossile de l'espèce Paranthropus aethiopicus, une mandibule édentée datée de 2,6 millions d'années, qui devient l'holotype de son espèce. D'autres fossiles de la même espèce sont ensuite découverts dans la même région.
Le 30 novembre 1974 à Hadar, dans la basse vallée de l'Awash, un fossile complet à 40 % d'Australopithecus afarensis est découvert dans le cadre de l'International Afar Research Expedition, un projet regroupant une trentaine de chercheurs éthiopiens, américains, et français, codirigé par Donald Johanson (paléoanthropologie), Maurice Taieb (géologie), et Yves Coppens (paléontologie),. Ce dernier n'est pas présent sur le terrain lors de la découverte, ne participe pas à la fouille, et sa participation à l'ensemble de l'expédition est plutôt faible. Il est associé à la deuxième publication scientifique sur le sujet, eu égard à ses fonctions de co-directeur,,.
Le premier fragment du fossile a été repéré par Donald Johanson et Tom Gray, l'un de ses étudiants,. Le fossile est surnommé « Lucy », en référence à Lucy in the Sky with Diamonds, la chanson des Beatles écoutée par l'équipe à cette époque.

## Travaux

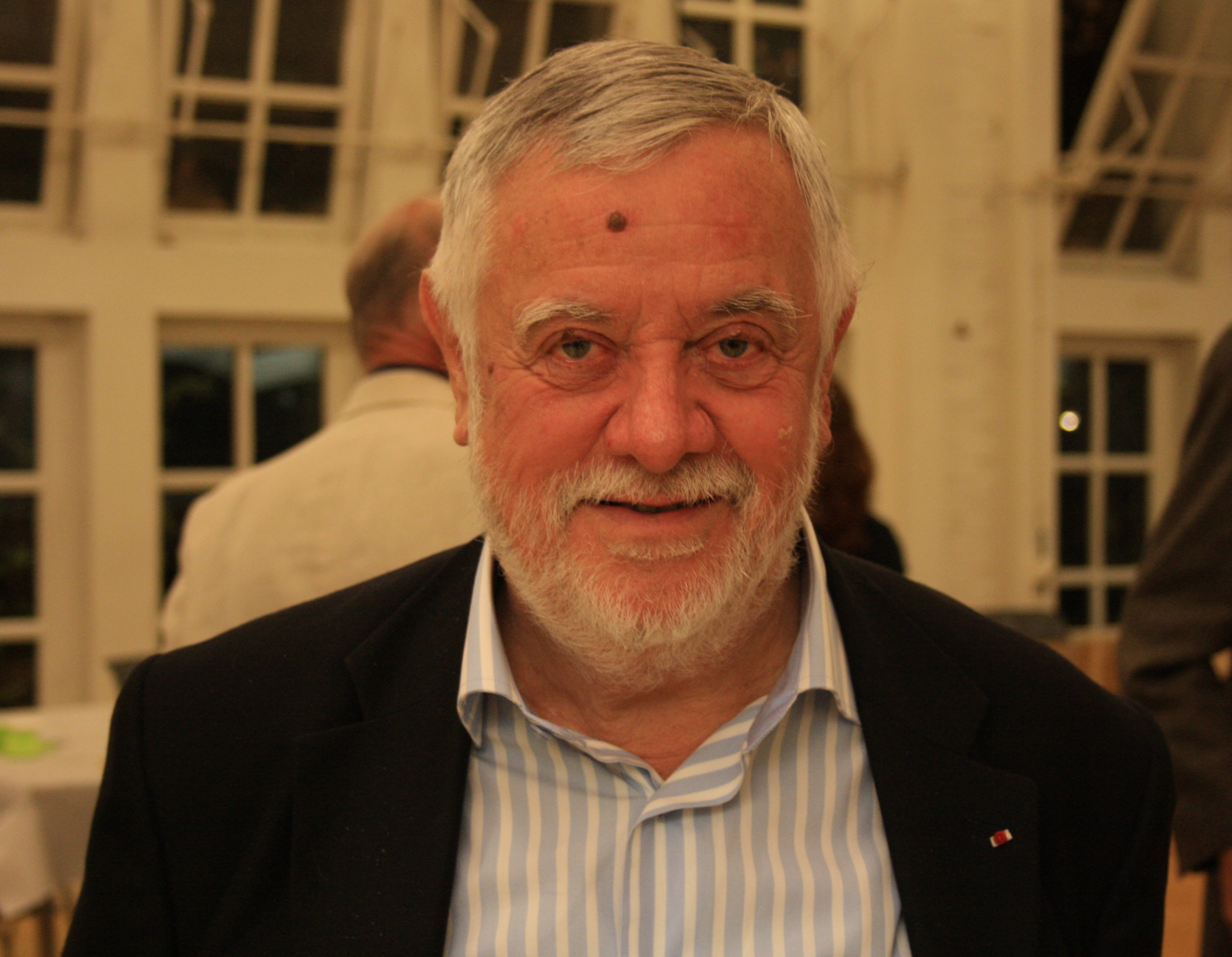
Yves Coppens en 2010.

### Spéciation par l'environnement
À partir de 1983, Yves Coppens popularise sous le nom d’East Side Story, un modèle proposé initialement par l’éthologue néerlandais A. Kortlandt. Il s'agit d'une théorie environnementale visant à expliquer l'acquisition de la bipédie, qui sépare les Hominines et les Panines.
À la suite de la découverte de Toumaï en 2001, après celle d'Abel en 1995, par l'équipe franco-tchadienne de Michel Brunet, Coppens remet lui-même en cause cette théorie en 2003. Il maintient cependant ce scénario pour comprendre l'émergence de la bipédie permanente propre au genre Homo, distincte des autres hominines (australopithèques et paranthropes), et popularisée par le jeu de mots « Omo event » (vallée de l'Omo dans le rift éthiopien). Il illustre sa position notamment en 2009, lors du colloque de l'Académie des sciences en hommage à Charles Darwin, auteur de la théorie de l'évolution des espèces par adaptation anatomique graduelle à des changements de l'environnement (en l'espèce le développement de la savane en Afrique de l'Est entre 1,8 et 2,5 millions d'années).

### Origine de l'homme moderne
Pour la plupart des chercheurs, Homo sapiens est apparu en Afrique il y a désormais environ 300 000 ans, et s'est répandu il y a environ 60 000 ans vers les autres continents. Cette théorie est connue du grand public sous le nom anglais d'Out of Africa, et sur le plan scientifique sous le nom d'« hypothèse d'une origine unique récente », « hypothèse du remplacement », ou modèle de l'« origine africaine récente ». Yves Coppens, parmi d'autres chercheurs, ne croyait pas à la seule origine africaine d'Homo sapiens et défendait depuis les années 1980 la théorie multirégionale ou « théorie de continuité avec hybridation ». Selon cette théorie, qu'il aimait nommer « Out of nowhere », le passage des espèces archaïques d'Homo à Homo sapiens se serait fait parallèlement dans toutes les régions de l'ancien monde, sauf dans un certain nombre de régions particulièrement isolées, notamment en Europe où Homo heidelbergensis n'a pas évolué en Homo sapiens mais aurait donné naissance à l'Homme de Néandertal. Par la suite, selon lui, il y aurait sans doute eu un « grand métissage » entre les Homo sapiens venus d'Afrique et les autres espèces d'Homo se trouvant sur place,.
En 2014, Yves Coppens a admis que, s'il avait mis en doute un certain temps la sortie d'Afrique d'Homo sapiens, parce qu'il le voyait naître ailleurs, il « pense aujourd'hui qu'il y a de bons arguments pour la situer en effet bel et bien autour de 100 000 ans. » Ensuite, Homo sapiens va s'installer en Europe, en Asie, et en Australie vers 50 000 ans, en s'hybridant selon lui avec les populations humaines antérieures, puis en Amérique et dans les petites iles d'Océanie qui étaient encore vierges de toute population humaine.

### Critique du néo-darwinisme
Tout en restant fidèle au principe de la sélection naturelle, Yves Coppens fait partie des chercheurs qui soulignent les lacunes du néo-darwinisme dans l'explication de l'évolution des espèces. Il remet notamment en cause l'importance conférée au hasard dans la théorie néo-darwinienne : 

« Au risque de faire hurler les biologistes, et sans revenir aux thèses de Lamarck, je crois qu'il faudrait s'interroger sur la façon dont les gènes pourraient enregistrer certaines transformations de l'environnement. En tout cas, le hasard fait trop bien les choses pour être crédible… »

## Distinctions

### Décorations
- Grand officier de la Légion d'honneur[43]
- Grand-croix de l'ordre national du Mérite[44],[45]
- Commandeur de l'ordre des Palmes académiques[46]
- Commandeur de l'ordre des Arts et des Lettres (2010)[47]
- Officier de l'ordre du Mérite agricole[46]
- Commandeur de l'ordre du Mérite culturel de Monaco[46]
- Officier de l'ordre national du Tchad[46]

### Doctoratshonoris causa
- Université de Bologne
- Université de Chicago
- Université de Liège
- Université de Mons

### Autres distinctions
- 1963 : Prix de la Fondation de la Vocation
- 1963 : Prix Edmond Hébert
- 1969 : Prix André C. Bonnet
- 1973 : Médaille d'or de l'Empereur d'Éthiopie
- 1974 : Grand prix Jaffé de l'Académie des sciences
- 1975 : Grand prix scientifique de la Fondation de France
- 1975 : Médaille Fourmarier de la Société géologique de Belgique
- 1978 : Prix Glaxo
- 1982 : Médaille d'argent du CNRS
- 1984 : Prix Kalinga de l'UNESCO
- 1984 : 27e Annual Address de la Palaeontological Association à Londres
- 1985 : 55e James Arthur Lecture on the Evolution of the Human Brain à l'American Museum of Natural History à New York
- 1985 : IXe conférence Augustin Frigon de l'École polytechnique de Montréal
- 1987 : Médaille Vandenbroeck de la Société belge de géologie, de paléontologie et d'hydrologie
- 1989 : Médaille André Duveyrier de la Société de géographie
- 1991 : Médaille d'or de la Société d'encouragement au progrès
- 1997 : Médaille Carl Gustaf Bernhard de l'Académie royale des sciences de Suède
- 2005 : Prix Nonino (Italie)
- 2005 : Prix Fabio Frasseto de l'Accademia dei Lincei de Rome pour l'anthropologie physique
- 2008 : Prix Georges Pompidou de l'Institut Georges Pompidou
- 2009 : Prix Chaos de l'université de Liège (Belgique)
- 2011 : Prix de l'Excellence Française
- 2011 : Prix Agrippa d'Aubigné du Lions Club

,,,

## Publications
- [1983] Le Singe, l'Afrique et l'homme, Fayard, 1983 (ISBN 2-213-01272-5).
- [1992] Yves Coppens et Brigitte Senut, Origines de la bipédie, CNRS, 1992 (ISBN 2-222-04602-5).

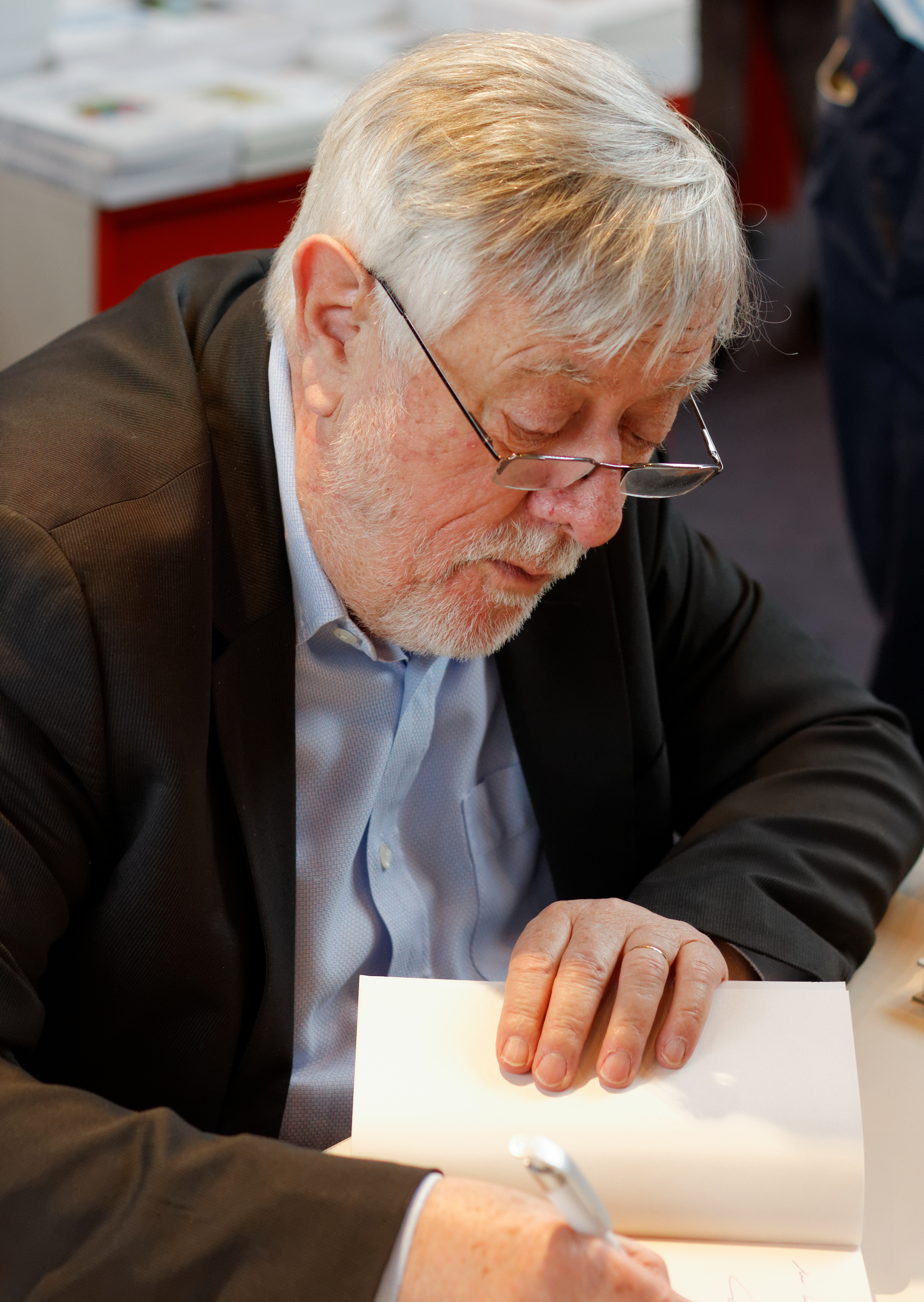
Yves Coppens dédicaçant Pré-textes lors du Salon du livre de Paris en 2013.

- [Coppens, Reeves, Rosnay & Simonnet 1996] La Plus Belle Histoire du monde, Seuil, 1996 (ISBN 2-02-050576-2).
- [1999] Pré-ambules : les premiers pas de l'homme, Éditions Odile Jacob, 1988, 246 p. (ISBN 2-7381-0043-0).
- [2000] Le Genou de Lucy : l'histoire de l'homme et l'histoire de son histoire, Éditions Odile Jacob, 2000 (ISBN 2-7381-0334-0).
- Grand entretien, 2001
- [Collectif 2001] Collectif, Les Origines de l'homme : réalité, mythe, mode, Artcom, 2001.
- [Picq & Coppens 2001] Pascal Picq et Yves Coppens, Aux origines de l'humanité, t. 1 : De l'apparition de la vie à l'homme moderne, Fayard, novembre 2001.
- [Picq & Coppens 2001] Pascal Picq et Yves Coppens, Aux origines de l'humanité, t. 2 : Le propre de l'homme, Fayard, novembre 2001.
- [2003] Berceaux de l'humanité. Des origines à l'Âge de bronze, Larousse, 2003.
- [2003] L'Odyssée de l'espèce, EPA, 2003 (ISBN 2-85120-604-4).
- [2004] Homo sapiens et l'enfant loup, Flammarion, 2004 (ISBN 2-08-162798-1).
- [2004] Chroniques d'un paléontologue, Éditions Odile Jacob, 2004 (ISBN 2-7381-1112-2).
- [2006] Histoire de l'homme et changements climatiques, Collège de France / Fayard, 2006 (ISBN 2-213-62872-6).
- [2009] Le Présent du passé. L'Actualité de l'histoire de l'Homme, Paris, Éditions Odile Jacob, 2009, 288 p., sur boos.google.com (ISBN 978-2-7381-1112-8, lire en ligne).
- [2009] L'Histoire des singes. Yves Coppens raconte nos ancêtres, Paris, Éditions Odile Jacob, 2009, 64 p. (ISBN 978-2-7381-2299-5).
- [2010] Le Présent du passé au carré. La fabrication de la préhistoire, Paris, Éditions Odile Jacob, 2010, 224 p. (ISBN 978-2-7381-2476-0).
- [2010] Origines de l'homme. De la matière à la conscience, Paris, De Vive Voix, 2010.
- [2010] La Vie des premiers hommes, Paris, Éditions Odile Jacob, 2010 (ISBN 978-2-7381-2429-6).
- [2011] Pré-textes. L'homme préhistorique en morceaux, Paris, Éditions Odile Jacob, 2011, 400 p. (ISBN 978-2-7381-2645-0).
- [2013] Le Présent du passé au cube : Des nouvelles de la préhistoire, Paris, Éditions Odile Jacob, 2013, 216 p. (ISBN 978-2-7381-2779-2).
- [2014] Pré-ludes. Autour de l'homme préhistorique, Paris, Éditions Odile Jacob, 2014, 416 p. (ISBN 978-2-7381-3142-3).
- [2016] Des pastilles de préhistoire : Le présent du passé 4, Paris, Éditions Odile Jacob, 2016, 192 p. (ISBN 978-2-7381-3314-4).
- [2018] Origines de l'Homme, origines d'un homme : Mémoires, Paris, Éditions Odile Jacob, 2018, 461 p. (ISBN 978-2-7381-3605-3).
- [2020] Le Savant, le fossile et le prince. Du labo aux palais, Éditions Odile Jacob, 2020.
- [2020] Le sport fait-il évoluer l'humanité, Éditions du Cherche-Midi - INSEP, 2020.
- [2022] Une mémoire de mammouth, Éditions Éditions Odile Jacob, 25 mai 2022, 448 p. (ISBN 978-2-7381-5768-3).

Il a en outre apporté sa collaboration scientifique à Pierre Pelot pour l'écriture de plusieurs romans préhistoriques : la série Sous le vent du monde, Gallimard ; Le Nom perdu du soleil, Denoël, 1998 ; et Le Rêve de Lucy, Seuil, 1997.

## Émissions de télévision et de radio
- 1975 : Le premier homme et son environnement : Les fouilles de l'Omo[52],[53], documentaire de Jean-Pierre Beaux, 42 min, direction scientifique : Yves Coppens, production : CNRS Audiovisuel, Office français des techniques modernes d'éducation et Service du film de recherche scientifique - Centre de ressources et d'informations sur les multimédias pour l'enseignement supérieur.
- 1982 : Yves, Lucy et les autres, ou les origines de l'Homme[54],[55], documentaire de Jean Lallier, 45 min, diffusé sur Antenne 2 le 25 mars 1982[56].
- 1983 : À la recherche du temps présent : Le premier homme et son environnement[57],[58], directeurs de production : Pierre Sabbagh et Robert Clarke, avec Yves Coppens, 55 min, diffusé sur FR3 le 2 octobre 1983.
- 2001 : Président du jury de Miss France 2002[59].
- 2002 : Sous son contrôle scientifique[60], Jacques Malaterre réalise pour France 3 un documentaire-fiction sur l'évolution de l'homme, L'Odyssée de l'espèce, qui rencontre un grand succès en France et à l'étranger.
- 2004 : Sous son contrôle scientifique, Jacques Malaterre réalise pour France 3 un 2e épisode, Homo sapiens.
- 2007 : Il est caution scientifique avec Jean Guilaine pour le 3e et dernier épisode du documentaire-fiction de Jacques Malaterre, intitulé Le Sacre de l'homme et traitant de la période néolithique.
- 2014 : Il anime une chronique sur France Info intitulée Histoires d'hommes, avec Marie-Odile Monchicourt.
- 2018 : Durant l'été, il anime sur Europe 1 l'émission La Grande Histoire de l'humanité, avec David Abiker[réf. nécessaire].

## Hommages
- L'astéroïde (172850) Coppens, découvert en 2005 par Jean-Claude Merlin.
- Une douzaine d’établissements scolaires portent son nom, dont le collège de Lannion (Côtes-d'Armor), situé rue Yves-Coppens, l’école primaire publique de Grand-Champ ou le collège de Malestroit (Morbihan).
- Le square Yves Coppens, situé rue des Écoles, face au Collège de France à Paris.

### Radio
- « Yves Coppens : comment sommes-nous devenus humains ? », La Méthode scientifique, France Culture, 23 juin 2022
- « Yves Coppens, dernier géant de la Préhistoire », Carbone 14, le magazine de l'archéologie, France Culture, 25 juin 2022.
- « Yves Coppens, la passion de l'espèce », A voix nue, France Culture, série du 20 au 24 novembre 2006.